# Rodrigo Rodríguez
Rodrigo Rodríguez (29 de agosto de 1978) es un compositor productor musical, maestro e intérprete de shakuhachi hispanoargentino.
Es además musicólogo y divulgador especializado en diversos estilos musicales de shakuhachi.

## Biografía y trayectoria profesional
Nació en la ciudad de San Carlos de Bolívar, Argentina, y a los seis años con su familia emigró a Mallorca, España, lugar donde vivió desde su niñez y en el que realizó sus estudios de música clásica escogiendo la guitarra como instrumento. Desde muy joven Rodrigo tuvo interés en la música pero no fue hasta pasados los diez años cuando empezó sus primeros estudios.
Rodrigo ha vivido y estudiado shakuhachi en Tokio bajo la disciplina del maestro Kakizakai Kaoru en "The International Shakuhachi Kenshunkan School" y con Kohachiro Miyata uno de los líderes del shakuhachi en Japón.
En el año 2008 publicó álbum "Various Artists Music That Illuminates Your Life" por la compañía discográfica Gemini Sun Records que fue distribuido a nivel Internacional por ADA / Warner Music Group compartiendo recopilatorio musical juntos con artistas como David Arkenstone y Terry Oldfield.
Rodrigo Rodríguez ha actuado en todo el mundo, en escenarios como el "Imperial Hotel Tokyo", eventos de la "NHK", y en el templo Kōtoku-in del "Gran Buda" de la ciudad de Kamakura.
Entre los años 2011 y 2012 Rodrigo recibe la invitación del Ministerio del Exterior Ruso, convirtiéndose en el primer músico no nativo japonés y europeo concertista de shakuhachi actuando para el destacado Conservatorio de Moscú (Conservatorio Tchaikovsky), (XIV International Music Festival "The Heart of Japan" ("Nihon-no kokoro").
En 2013 publica "The Road of Hasekura Tsunenaga", un CD de flauta shakuhachi tradicional dedicado al primer embajador Japonés Hasekura Tsunenaga, este disco fue apoyado y financiado por la Embajada de Japón en España, el ayuntamiento de Coria del Río, Casa Galicia en Japón, y Fundación Japón. El álbum forma parte del programa del Año-Dual España-Japón celebrado en ambos países.
El 13 de junio de 2013 el disco "The Road of Hasekura Tsunenaga" fue incluido por el comité del Año Dual España-Japón y la Embajada de Japón, como regalo al Príncipe Heredero de Japón Naruhito durante su visita a España.
En el año 2014 Rodrigo Rodríguez fue invitado para actuar en el I Congreso Internacional de Jikiden Reiki, celebrado en la ciudad de Barcelona, ante la presencia y conferencia del autor Japonés e investigador Dr. Masaru Emoto.
El 20 de septiembre de 2014 Rodrigo Rodríguez actuó en la 3.ª edición del Festival de la Música Sacra de Colombia, en el Auditorio Luis Ángel Arango de la ciudad de Bogotá.
El 8 de septiembre de 2015 Rodrigo actuó en el Palacio de Cibeles, para la pasarela de MFSHOW WOMEN 2016 by Pandora protagonizada por la joven diseñadora Lorena de Dios.
En el año 2016 Rodrigo Rodríguez ofrece una serie de conciertos en una gira Interhospitalaria como parte de una campaña impulsada por los hospitales y la asociación Música en Vena. Rodrigo interpretó la flauta shakuhachi aplicando las técnicas antiguas de Sonoterapia e Improvisación para los pacientes en las UVI Politraumático, UVI Polivante y UVI Pediátrica del Hospital 12 de Octubre.
En la música de Rodrigo, la interpretación de escalas pentatónicas, esta históricamente relacionada con prácticas del Budismo y el Sintoísmo con fines que comprendían efectos apotropaicos, funerarios o de purificación.
En julio del año 2016, realizó su primera gira solista en los Estados Unidos, actuando en "The 2016 World Flute Society convention" (Haas Fine Arts Center, University of Wisconsin-Eau Claire) ofreciendo conciertos en
Gantner Concert Hall Haas Fine Arts Center.
El 26 de agosto de 2016, Warner Classics edita el disco del Musical La Crítica del Amor, proyecto teatral en el cual Rodrigo Rodríguez participó, aportando la presencia del shakuhachi puesto que simboliza los acercamientos que tuvo España y Japón en el siglo XVII.
Su trabajo en la docencia, la investigación y como concertista lo convierten en una de las principales figuras implicadas en el proceso de divulgación de la música para flauta shakuhachi en España, ofreciendo conciertos para diversos organismos públicos como el Instituto Cervantes de Tokio, y la Embajada de Japón.
El 1 de febrero de 2018 salió a la venta su octavo disco “The Classical Music Legacy of Japan”, donde Rodrigo selecciona un amplió repertorio de obras de la música clásica de Japón. Además incluyendo al disco la conocida obra del concierto de Aranjuez para Guitarra Clásica y flauta Shakuhachi.
En abril de 2018, Rodrigo actúa por primera vez en la ciudad de Nueva York, invitado a tocar en el Festival del Jardín Botánico de Brooklyn, Sakura Matsuri (festival), ofreciendo dos conciertos como solista.

En sus recientes trabajos también incluye la música clásica Española, siendo el primer músico en interpretar obras del repertorio Español como el Adagio del Concierto de Aranjuez (Joaquín Rodrigo) ofreciendo una versión original para flauta shakuhachi y guitarra Clásica.

El 1 de noviembre de 2018 Rodrigo lanza el sencillo Shakuhachi: The Zen Flute (The Distant Call of the Deer) en una única  colaboración con su maestro Kohachiro Miyata. La obra tradicional Japonesa (Honkyoku) Shika no Tone (La Llamada Distante del Ciervo)  fue arreglada  en 1974 por Kohachiro Miyata de la obra original del Siglo XVIII.
(The Distant Call of the Deer) describe una escena en el otoño, cuando la berrea del ciervo macho abarcan el espectro sonoro del los bosques en Japón.
Este trabajo discográfico fue grabado en Tokio en octubre de 2018.

El 23 de enero de 2019 ofrece un concierto en marco de la visita a Galicia del gobernador de la prefectura de Yoshinobu Nisaka y celebración del vigésimo aniversario del acuerdo de hermanamiento entre el Camnino de Kumano y el Camino de Santiago.

En septiembre de 2019 realiza una serie de conciertos  y grabaciones audiovisuales en vivo en el Ma-Cho Temple (La Gema del Taoísmo) en las Isla Filipinas.Frecuentemente Rodrigo suele seleccionar escenarios de gran calidad religiosa, histórica y arquitectónica.
El 9 de febrero de 2020, lanza su single For Luna (Variations of Neptune), una obra musical dedicada a su hija. Esta obra fue compuesta para flauta shakuhachi y música electrónica.En el contenido de este proyecto musical también se incluye el trabajo audiovisual con imágenes de la ESA(Agencia Espacial Europea) y Telescopio espacial Hubble.El disco fue presentado y expuesto por primera vez en una entrevista en Rtve (Radio Nacional de España).
El 22 de marzo de 2021, Rodrigo Rodríguez lanzó su primer EP oficial con la compañía discográfica  Insight Music, "One More Night", "Will Meet Again", que combina la flauta japonesa Shakuhachi y la música electrónica ambiental y Future Garage.
.
El 5 de mayo de 2021, Rodrigo Rodríguez publica cómo solista el disco Blowing Zen - Shakuhachi Meditation Music, un trabajo discográfico dedicado al antigua práctica de Suizen (soplar zen).Este album fue comercializado por la discográfica Tunog Kawayan en el sur de Asia. 

Durante el año 2023 Rodrigo colabora con la banda sonora del video  Age of Empires IV Shakuhachi Soundtrack: Rodrigo Rodriguez (Court of the Chrysanthemum) que fue publicada el 29 de septiembre de 2023.
El 5 de Marzo de 2024 Rodrigo Rodriguez publica el disco Tributo a su maestro Kohachiro Miyata,Kohachiro Miyata: The Complete Masterworks for Shakuhachi, un recopilación de las obras más notables compuestas por Kohachiro Miyata.

El 4 de septiembre de 2024 Rodrigo Rodriguez realizó una importante grabación en Tokio, acompañado por su maestro Kohachiro Miyata, Washuu Yoneya, Iiyoshi Norikumi, Jun Watanabe.

## Discografía
- Inner Thoughts (2006)
- Across the East (2007)
- Beyond the Times (2008)
- Shakuhachi Meditations (2010)
- Traditional and Modern Pieces - Shakuhachi (2012)
- "The Road of Hasekura Tsunenaga" (2013)
- "Music for Zen Meditation" (2015)
- "The Classical Music Legacy of Japan" (2018)
- "Shakuhachi: The Zen Flute (The Distant Call of the Deer) 2018 (Single)
- "Poem of Japan: Music for Shakuhachi" 2019 (Single)
- "For Luna (Variations of Neptune)" 2020 (Single)
- "Fantasy of Oiwake (Shakuhachi flute)" 2020 (Single)
- "The Enlightenment Flute of Buddha (Shakuhachi Meditation)" 2020 (Single)
- "A Journey To The End Of the Universe" 2020 (Single)
- "Invocation (Shakuhachi Ambient Music)" 2020 (Single)
- "To My Mother (The Existence of Motion)" 2020 (Single)
- "Sound of the Crikets in the Inner Mountain - Shakuhachi Music" 2020 (Single)
- "Healing Buddha Music (New Age & Chill Out) Shakuhachi Flute Music " 2020
- "Asian Sunrise - Shakuhachi Flute" 2020
- "The Island Echo" 2020 (Single)
- "In Your Light (Ambient Meditation Music)" 2020 (Single)
- "Surrender (Chillstep)" 2020 (Single)
- "Hold To My Hands Till The End (Shakuhachi Cinematic Chillstep) 2020 (Single)
- "Real - Shakuhachi Emotional Chillstep" 2020 (Single)
- "Inside Of You (Shakuhachi Ambient Chillstep) 2020 (Single)
- "Dancing Whales (Dreaming Shakuhachi Music) (2021, Single)
- "Heading Towards You (Ambient & Chillstep) (2021, Single)"
- Sorrow (Shakuhachi Emotional Chillstep) " 2021 (Single)
- "You're Always By My Side (Chillstep - Ambient Music Shakuhachi)" 2021 (Single)
- "One More Night/We’ll Meet Again (2021, EP) Insight Music Label" 2021 (EP)
- "Forget (2021, EP) Insight Music Label" 2021 (EP)
- "Blowing Zen - Shakuhachi Meditation Music (2021, Album) Tunog Kawayan Label" 2021
- "Zen (Shakuhachi, Koto, Guqin, Yanqin, Gayageum) " 2022
- "Shakuhachi Solos" 2023
- "Shakuhachi - Japan" 2023
- "Kohachiro Miyata: The Complete Masterworks for Shakuhachi" 2024

### Aparición en Recopilaciones Internacionales
- 2008: Various Artists Music That Illuminates Your Life

### Aparición en video Juegos
- 2023: Age of Empires IV Soundtrack